# 英仙座GK
英仙座GK（GK Persei）也被称为1901年英仙座新星（Nova Persei 1901）是一颗位于英仙座的明亮新星，1901年爆发，爆发后最亮视星等为0.2，这是20世纪发现的第一颗新星，也是现代发现的最亮新星，直到1918年才被天鹰座V603打破。它由苏格兰牧师托马斯·大卫·安德森在2月21日发现。

## 特征
和天鹰座V603不同的是，英仙座GK在20世纪早期星等变暗到12-13等后，偶尔会增亮2-3等（即亮度增加7-15倍）。在1980年后，这种现象变得更为普遍，平均每3年增亮一次，每次持续约2个月。因此，英仙座GK并非类似天鹰座V603的经典新星，最近更倾向于将它归类为矮新星型激变变星。
包圍著英仙座GK周围的是新星遗迹焰火星云，在1902年首次观测到，由气体云和星尘组成，膨胀速度为 300 km/s.

## 大众文化
美国作家霍华德·菲利普·洛夫克拉夫特的短篇小说《翻越睡夢之牆》中曾提到这颗名噪一时的新星。